# Felix-Heinrich Gentzen
Felix-Heinrich Gentzen (ur. 19 maja 1914 w Kętrzynie, zm. 2 sierpnia 1969) – niemiecki historyk, profesor uniwersytetu w Lipsku (NRD), specjalizujący się w historii Polski i historii stosunków polsko-niemieckich, m.in. w problematyce związanej z germanizacją ziem polskich, w tym szczególnie w wieku XIX i na początku XX (Hakata). W swoich badaniach naukowych ściśle współpracował z historykami polskimi.

## Życie
Pochodził z inteligenckiej rodziny w Prusach Wschodnich, był synem architekta i wnukiem lekarza. Rodzice przenieśli się do Berlina gdy Felix był jeszcze chłopcem, tam też ukończył Falk-Realgymnasium, szkołę znaną z podtrzymywania tradycji wielkoniemieckich. Od 1932 służył w Reichswehrze. W II wojnie światowej brał udział od roku 1939. Na froncie wschodnim w szeregach Wehrmachtu (w stopniu porucznika artylerii, potem kapitana); znalazł się pod Stalingradem, gdzie podczas bitwy stalingradzkiej pojmany został do niewoli radzieckiej. Od tego czasu do końca wojny współpracował z Armią Czerwoną jako tłumacz. Od roku 1943 członek Komitetu Narodowego Wolne Niemcy (Nationalkomitee Freies Deutschland), potem SED.
W 1945 wrócił do Niemiec, redagował w Halle Volkszeitung („Gazetę Ludową”), potem piastował kilka różnych funkcji politycznych, w latach 1946–1949 studiował na uniwersytecie robotniczo-chłopskim w tym mieście historię i filologię niemiecką, słuchał wykładów m.in. Waltera Markova. W 1950 promował się pracą poświęconą stosunkom polsko-niemieckich pt. Preußen und Polen im Schatten der Bürgerlichen Revolution.

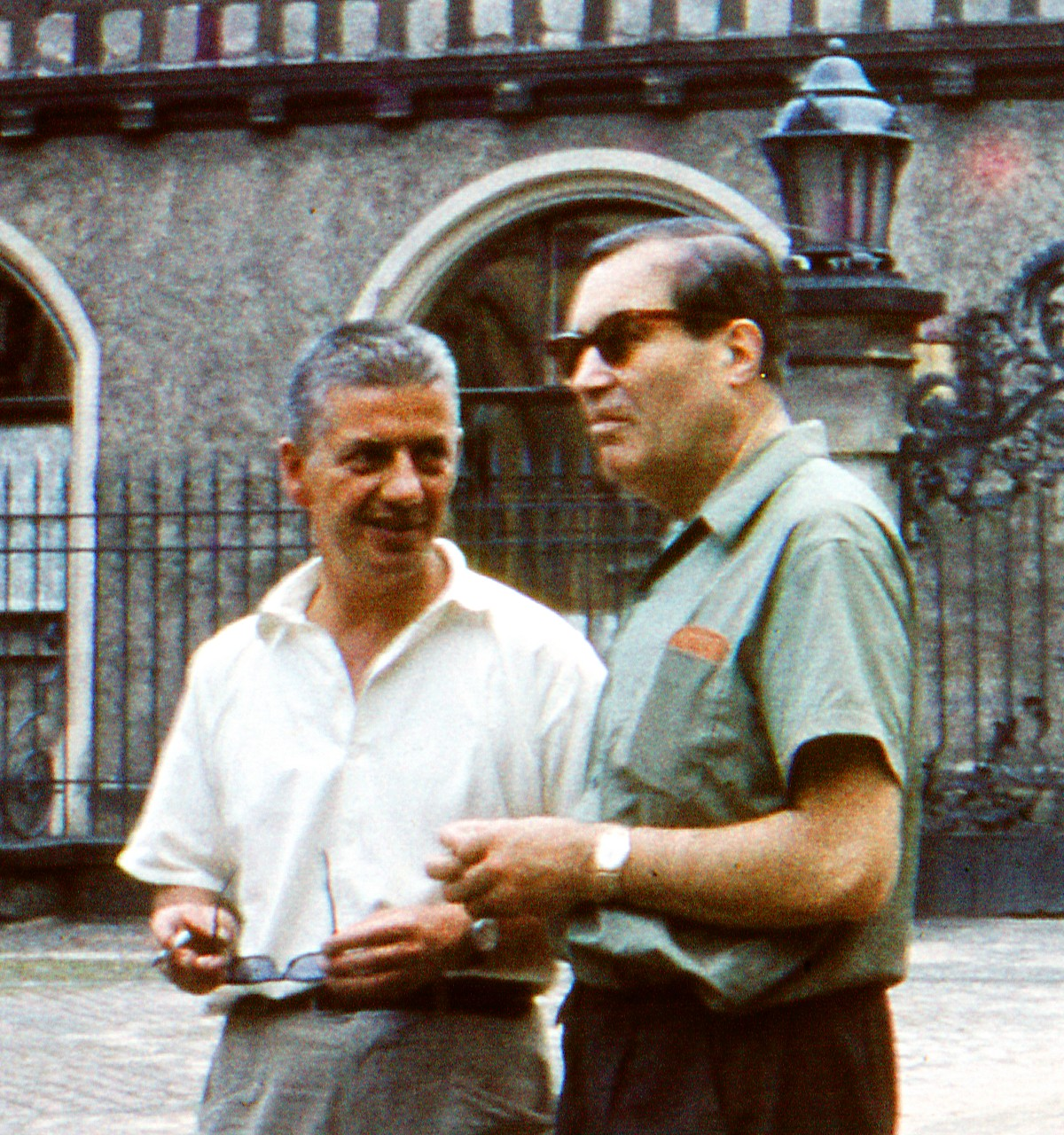
F.H. Gentzen (z prawej) w rozmowie z prof. H. Zielińskim

Od 1951 do 1956 pracował jako aspirant na uniwersytecie w Jenie, był tam wykładowcą w stopniu docenta mianowanego, zajmował się problematyką historii Polski i ZSRR. Interesował się m.in. zagadnieniami związanymi z powstaniem styczniowym, zbierał materiały w archiwach niemieckich i polskich do swojej rozprawy habilitacyjnej. Jego praca pt. Großpolen im Januaraufstand. Das Großherzogtum Posen 1858-1864, stała się później podstawą jego habilitacji na uniwersytecie w Lipsku. Objął tam w 1956 stanowisko docenta historii Polski w Instytucie Historii Krajów Demokracji Ludowej, a w 1960 uzyskał tytuł profesora.
Znał język polski i aktywnie uczestniczył w pracach polsko-niemieckiej komisji historycznej, zasiadał w zarządzie Towarzystwa Historycznego NRD. Był członkiem rady miejskiej Lipska.
Interesował się muzyką poważną (Beethoven) i poezją (Goethe). Pozostawił żonę Christę (poślubioną w 1947) oraz córkę i syna.

### Prace Gentzena
(wybór)
- Felix-Heinrich Gentzen: Die westpolnischen Gebiete als historische Gebiete Polens, w: „Einheit”, kwiecień 1952
- Felix-Heinrich Gentzen: Großpolen im Januaraufstand. Das Großherzogtum Posen 1858-1864, Berlin 1958
- Felix-Heinrich Gentzen: Der Posener Schulstreik 1906/07, w: „Jahrbuch für die Geschichte der deutsch-slavischen Beziehungen und Geschichte Ost- und Mitteleuropas”, Band 2 (1958), s. 156–225; wydane też w Polsce w czasopiśmie „Studia i Materiały do dziejów Wielkopolski i Pomorza”, t. II z. 2. (1957), s. 177–246
- Felix-Heinrich Gentzen: Die Rolle des deutschen Bundes der Ostmarken (Ostmarkenverein) bei der Bildung einer fünften Kolonne des deutschen Imperialismus in Polen und der Vorbereitung des Zeiten Weltkrieges (pol. Rola niemieckiego Związku Marchii Wschodnich (Ostmarkenverein) w tworzeniu V kolumny niemieckiego imperializmu w Polsce i przygotowaniu II wojny światowej, Poznań 1959)
- Adam Galos; Felix-Heinrich Gentzen; Witold Jakóbczyk: Die Hakatisten. Der deutsche Ostmarkenverein 1894 bis 1934; Deutscher Verlag der Wissenschaften, Berlin 1966 (Dzieje Hakaty, Poznań 1966)
- Felix-Heinrich Gentzen: Die Rolle der deutschen Regierung beim Aufbau deutscher Minderheitsorganisationen in den an Polen zurückgegebenen Gebieten 1919-1922 (Rola rządu niemieckiego w dziele budowy niemieckich organizacji mniejszościowych na terenach zwróconych Polsce 1919-1922, Warszawa 1966)
- Felix-Heinrich Gentzen: Die Umerziehung der Bevölkerung der Sowjetischen Besatzungszone Deutschlands und der Deutschen Demokratischen Republik im Geiste freundschaftlicher Beziehungen zum neuen Polen (1945-1952), w: „Jahrbuch für die Geschichte der UdSSR und der volksdemokratischen Länder Europas”

### Prace o Gentzenie
- Zdzisław Grot: Felix-Heinrich Gentzen (1914-1969) i jego prace naukowe o stosunkach polsko-niemieckich, w: „Studia Historica Slavo-Germanica”, tom V, s. 131–136, wyd. UAM, Poznań 1976